# Pałac w Maciejowcu
Pałac w Maciejowcu (niem. Schloss Matzdorf) – zabytkowy pałac w Maciejowcu – wsi w Polsce, w województwie dolnośląskim w powiecie lwóweckim w gminie Lubomierz. Na wschodnim krańcu Wzgórz Radoniowskich, w dolinie Maciejowickiego Potoku (dorzecze Bobru) około 8 km na pd.-wschód od Lubomierza. 

## Opis
Pałac wybudowany w 1838 r. Od frontu półkolisty ryzalit z balkonem na wysokości piętra, posiadający metalową balustradę. Balkon podtrzymywany przez cztery kolumny doryckie. Ryzalit wieńczy fronton w kształcie zbliżonym do sans retoure z kartuszem zawierającym herb rodziny von Kramsta.

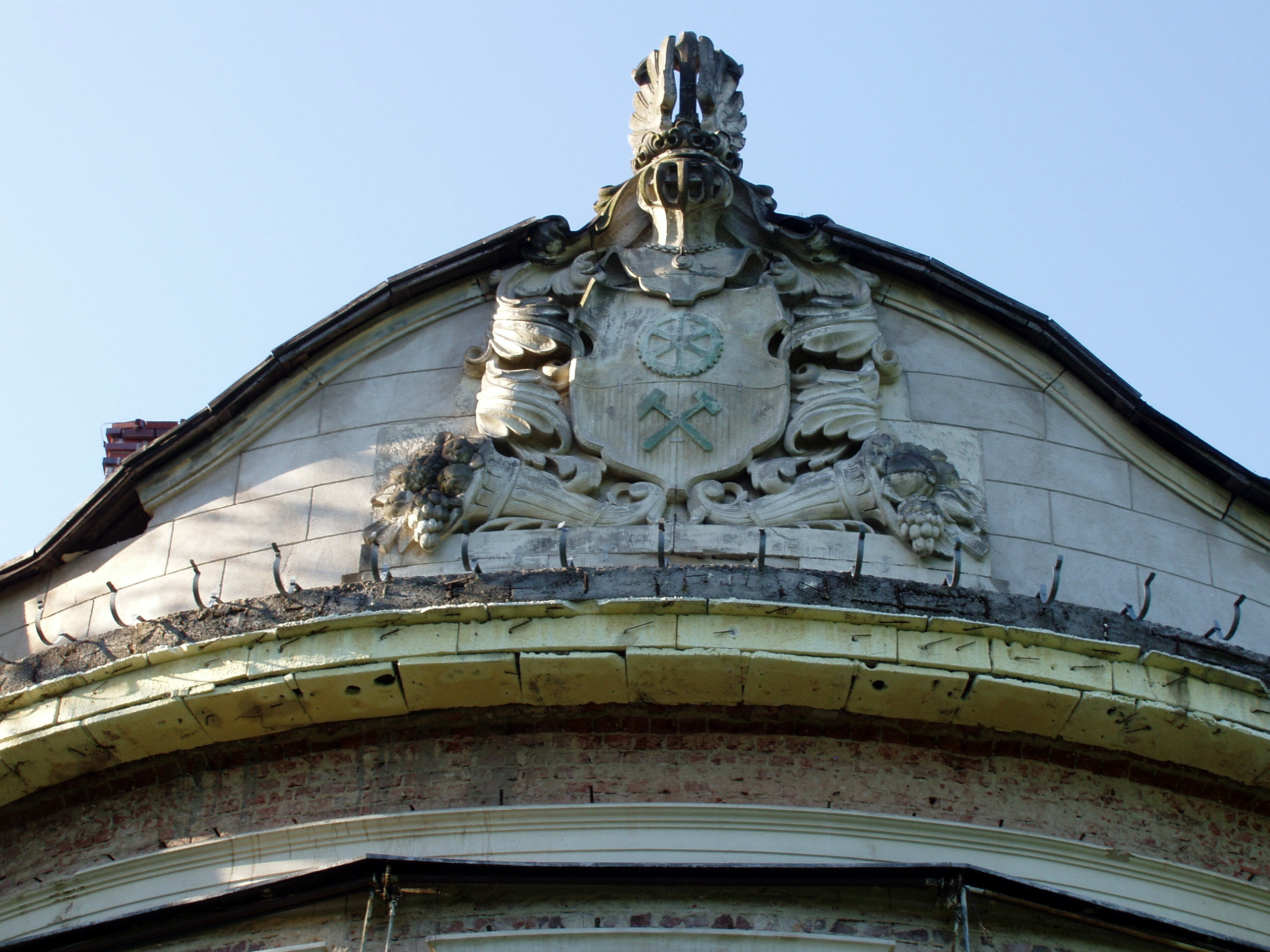
Szczyt z herbem von Kramsta
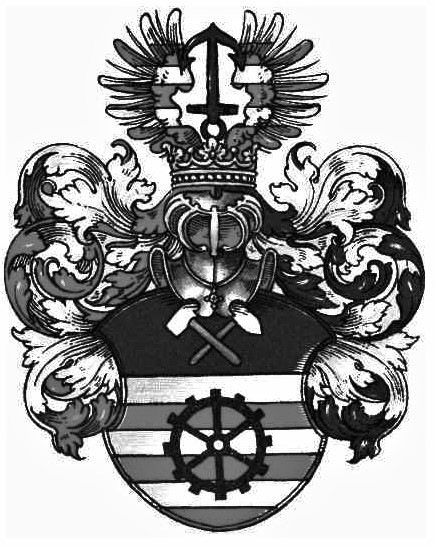
Herb rodziny von Kramsta
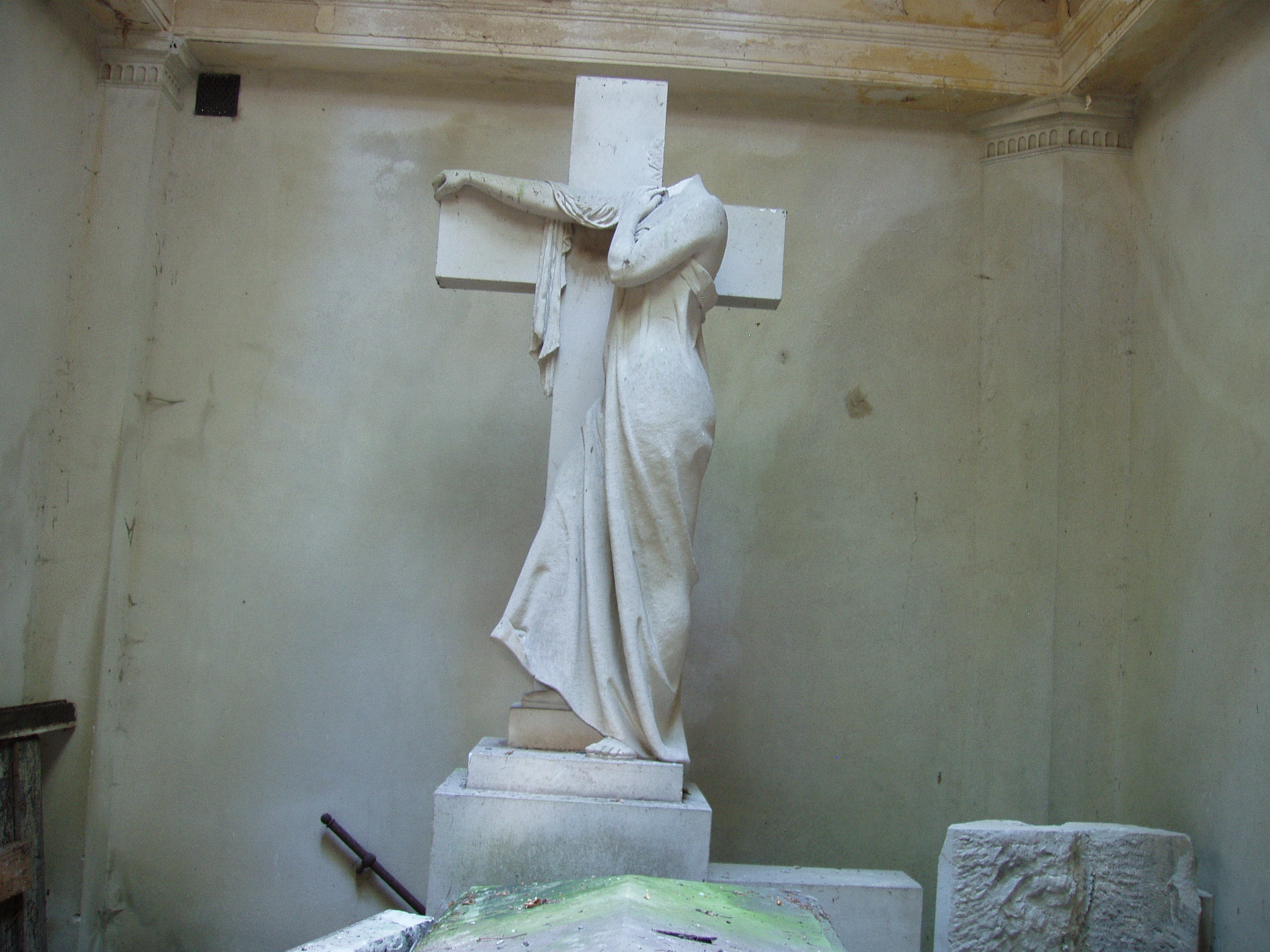
Mauzoleum w  Maciejowcu
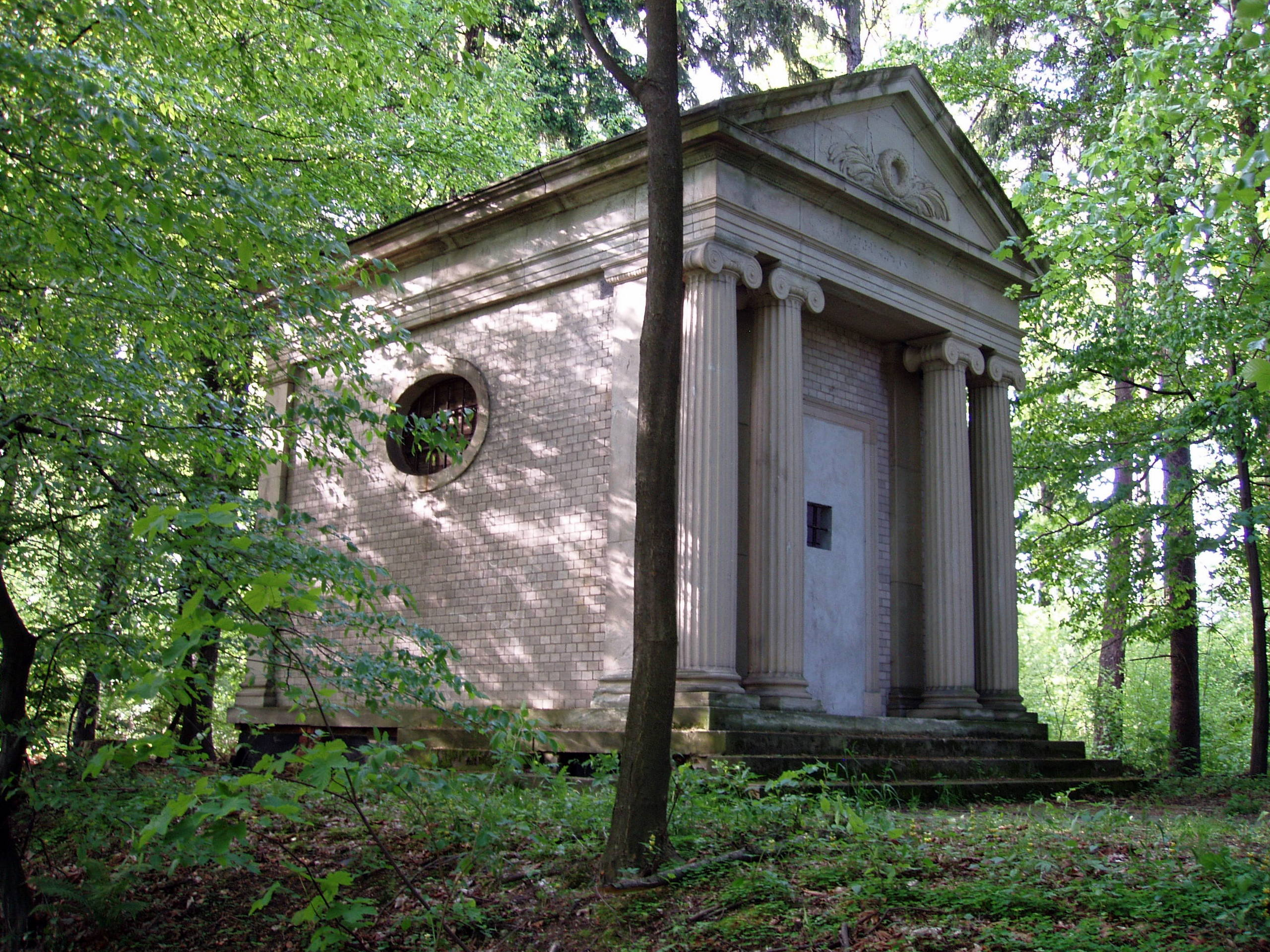
Mauzoleum w  Maciejowcu

Obiekt jest częścią zespołu pałacowego, w skład którego wchodzą jeszcze: park;  neorenesansowe mauzoleum rodziny von Kramsta, zbudowane w latach 1920-1930 na obrzeżu parku, w pobliżu pałacu, gdzie pochowano m.in.: Christiana Georga von Kramsta (1842 –1901), jego żonę Emmę Paulinę von Kramsta, właścicielkę pałacu; we wnętrzu przetrwał ozdobny sarkofag; kaplica z 1692 roku, obecnie pod wezwaniem Wniebowzięcia NMP